# Mine at Last
Mine at Last è un cortometraggio muto del 1909 diretto da Van Dyke Brooke.

## Trama
Trama di Moving Picture World synopsis in (EN)  su IMDb

## Produzione
Il film fu prodotto dalla Vitagraph Company of America.

## Distribuzione
Distribuito dalla Vitagraph Company of America, il film - un cortometraggio di 186 metri - uscì nelle sale cinematografiche statunitensi il 10 luglio 1909.
Nelle proiezioni, veniva programmato con il sistema dello split reel, accorpato in un'unica bobina con un altro cortometraggio prodotto dalla Vitagraph, Wearybones Seeks a Rest, and Gets It.